# آماج خورشیدی

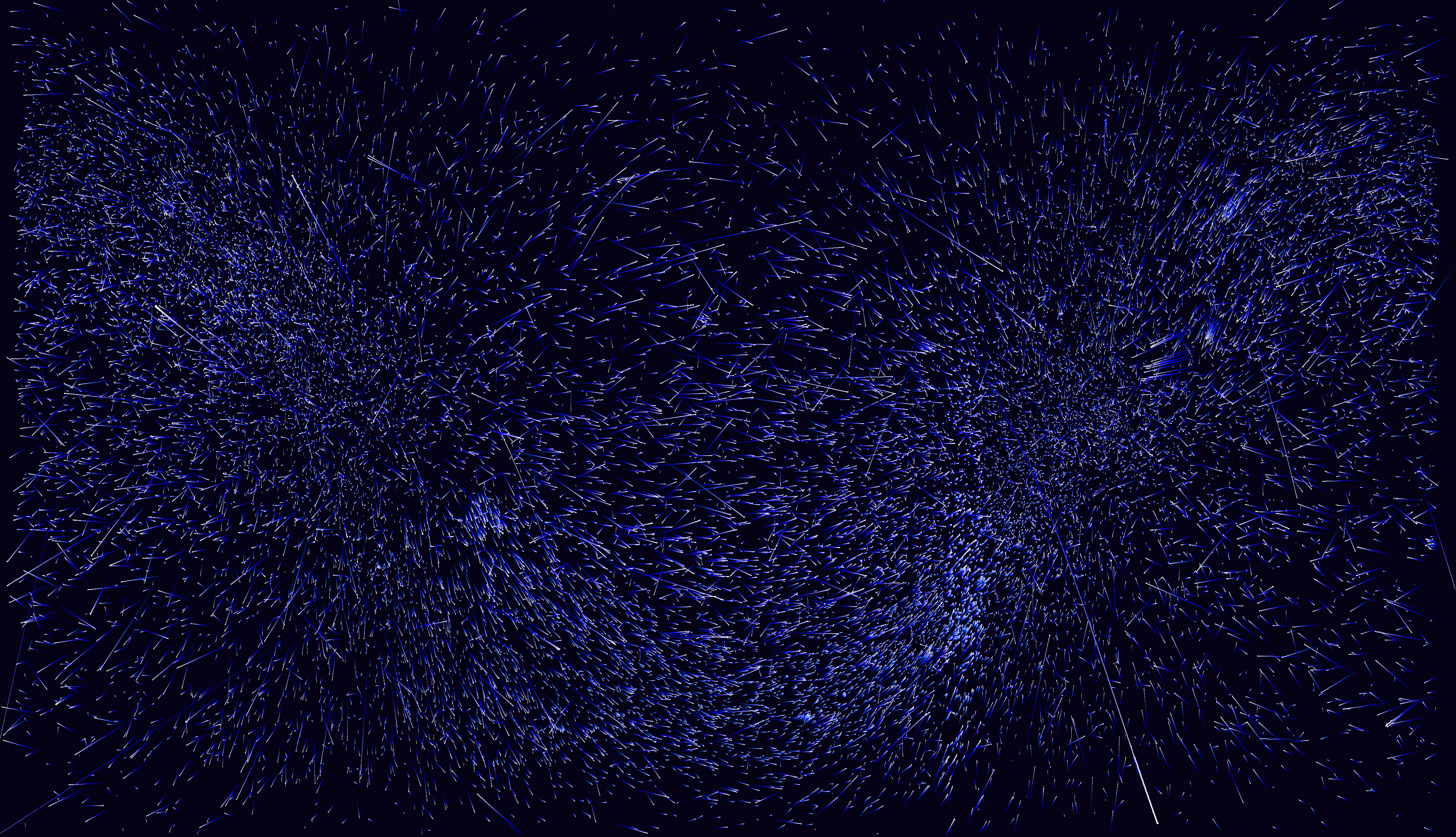
حرکتِ ستاره‌های کلاس‌هایِ طیفیِ B و A، در اطراف Apex (سمت چپ) و Antapex (سمت راست).

آماج خورشیدی یا (به انگلیسی: Solar apex) در ستاره‌شناسی به جهت حرکت خورشید و سامانه خورشیدی نسبت به دستگاه مرجع موضعی گفته می‌شود. جهت کلیِ آماج خورشیدی در جنوب غربی ستاره کرکس نشسته(به انگلیسی: Vega) در نزدیکی صورت فلکی زانوزده(به انگلیسی: Hercules (constellation)) است. سرعت خورشید به سوی آماج خورشیدی ۱۶٫۵ کیلومتر بر ثانیه‌است. سرشت و گسترهٔ حرکت خورشیدی نخستین بار از سوی ویلیام هرشل در سال ۱۷۸۳ میلادی نشان داده‌شد. همچنین نقطه مقابل چکاد خورشیدی را پادچکاد خورشیدی می‌نامند.

## نگارخانه

حرکت ستاره در اطراف Apex (سمت چپ) و Antapex (سمت راست) تقریباً در ۵۰۰ هزار سال.
حرکت ستاره در اطراف Apex.
حرکت ستاره در اطراف Apex.
حرکت ستاره در اطراف Apex و Antapex.